# Musique publicitaire
La musique publicitaire désigne l'utilisation d'œuvres musicales dans des publicités sur des supports audio-visuels. Les œuvres en question sont en général, soit créées pour les besoins du spot publicitaire, pour le marketing de la marque (composition originale), soit composées indépendamment mais réutilisées pour différentes raisons (synchronisation). Toutefois, certains spécialistes montrent que l'essentiel de la musique publicitaire n'entre complètement ni dans une catégorie, ni dans l'autre, mais présente plutôt des formats hybrides empruntant à la fois à l'une et à l'autre.  

## Éléments historiques
Si on trouve la trace de chansonnettes à caractère commercial dans les rengaines que les crieurs des rues et les marchands chantaient sur les divers marchés pour inciter à l'achat de leurs marchandises, la « musique de publicité » moderne apparaît, en France, avec les premiers médias de communication de masse et notamment la radio. Dans les années 1930, les régies publicitaires étaient intégrées comme service aux radios qui employaient quelquefois des compositeurs et auteurs célèbres à cet effet (le poète Robert Desnos, par exemple ou le musicien Charles Trénet). C'est à partir de la démocratisation de la publicité télévisuelle que des sociétés de production spécialisées ont été créées pour produire les bandes sonores des écrans publicitaires. La société 15-30-45 est la seule société qui subsiste encore de cette époque[réf. souhaitée], à côté de sociétés de production plus récentes comme Attention O Chien  ou The et, à l'étranger, des groupes et studios tels que Immediate Music, Two Steps from Hell ou Audiomachine spécialisés dans la composition de morceaux destinés à être utilisés dans des bandes-annonces de films ou jeux vidéo.  
Traversant une période de crise, les maisons de disques ont, depuis le milieu des années 1990, créé des départements spécialisés pour la vente de licences de synchronisation des divers titres de leur catalogue, afin de bénéficier de revenus dérivés de la musique. 

## Récompenses
Les œuvres musicales publicitaires font l'objet de diverses récompenses nationales et internationales comme :
- Prix de la Sacem de la Meilleure œuvre musicale publicitaire ;
- Prix des Coups de cœur musique de pub ;
- Golden Trailer Award de la Meilleure musique (Best music).

Le site MusiqueDePub.com répertorie les bandes sons préexistantes (commercialisées) et les compositions originales (non commercialisées) des spots de publicité diffusés sur les chaînes de télévision françaises de 1980 à nos jours.